# Ceremonial Oath
Ceremonial Oath war eine schwedische Death-Metal-Band.

## Geschichte
Die Band wurde Anfang 1990 unter dem Namen Desecrator gegründet. Im Jahr 1992 nahmen sie ihr Debütalbum The Book of Truth auf, welches im Jahr darauf unter dem Label Modern Primitive Records veröffentlicht wurde. Kurz nach der Veröffentlichung des Albums trennten sich Sänger und Gitarrist Oscar Dronjak und Bassist Jesper Strömblad von der Band. Strömblad gründete In Flames, Dronjak zunächst Crystal Age, später Hammerfall. Gitarrist Anders Iwers brachte eine neue Besetzung zusammen, mit der kurz hintereinander zwei Promo-Aufnahmen gemacht wurden, aus denen sich das zweite und letzte Album Carpet zusammensetzt, welches 1995 unter Black Sun Records veröffentlicht wurde. Dieses Album, mit seinen harten Klängen und Einflüssen aus Heavy- und Thrash Metal, gilt als einer der frühen Vertreter der Göteborger Schule. Im Jahr 1995 löste sich die Band wieder auf.

## Diskografie

### Als Desecrator
- Wake the Dead (Demo)
- Black Sermons (Demo)

### Als Ceremonial Oath
Alben
- 1993: The Book of Truth (Modern Primitive Records)
- 1995: Carpet (Black Sun Records)

Sonstiges
- 1991: Promo 1991 (Demo)
- 1992: Lost Name of God (EP, Corpse Grinder Records)
- 1995: New Sun und The Shadowed End auf W. A. R. Compilation – Volume One (Sampler, Wrong Again Records)